# Jerbus petits inferiors
Els  jerbus petits inferiors (Gerbillina) són una subtribu de rosegadors de la tribu dels gerbil·linis. Tenen les dents de tipus bunodont. Es diferencien dels tateril·linis i els jerbus petits superiors per no tenir cap indici d'especialització en el sistema zigomassetèric. Tenen la bul·la auditiva de mida petita a mitjana. És possible que Sekeetamys calurus, una espècie habitualment classificada com a incertae sedis, formi part de Gerbillina.